# ヴァッサークッペ

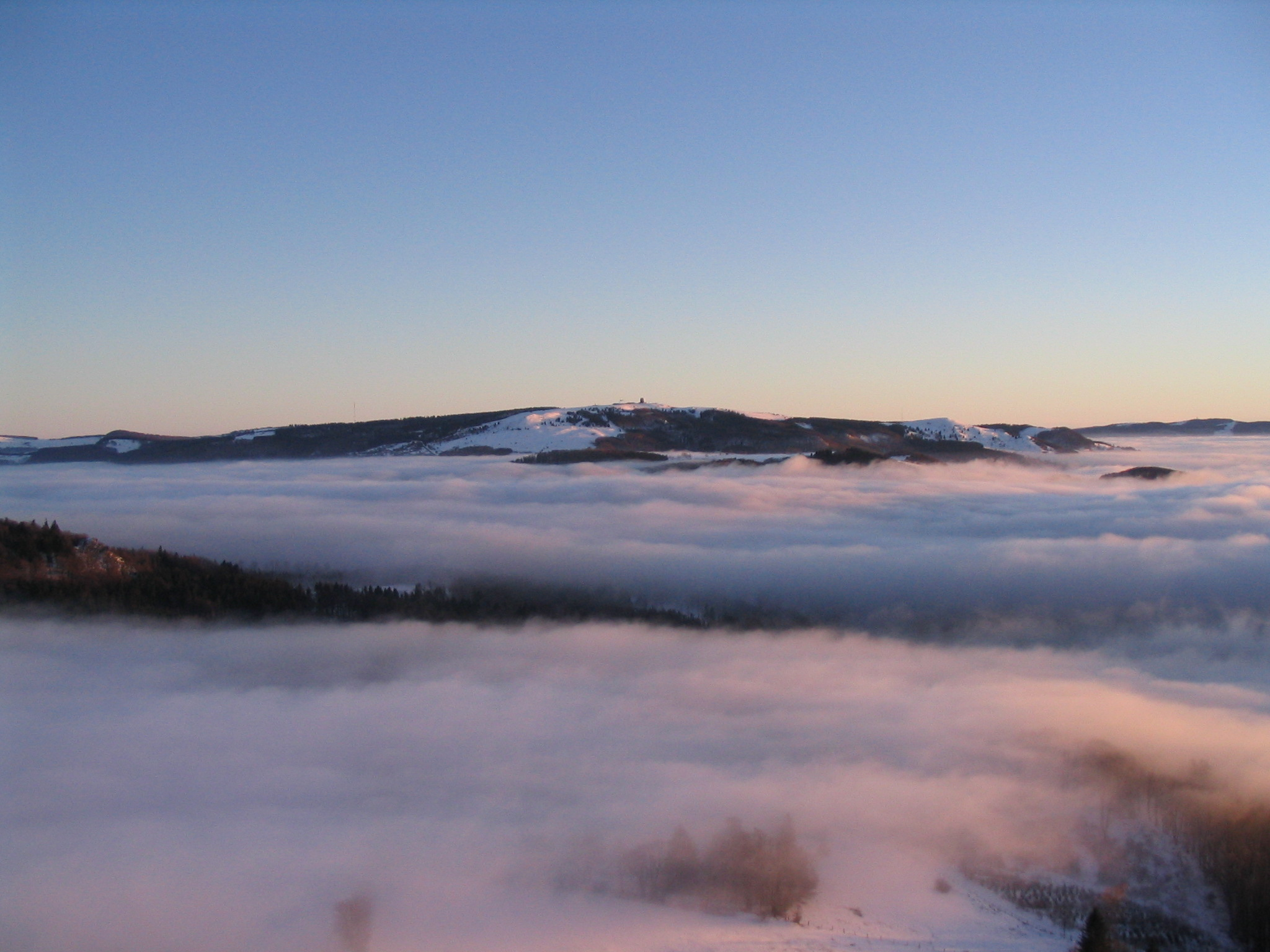
ヴァッサークッペ

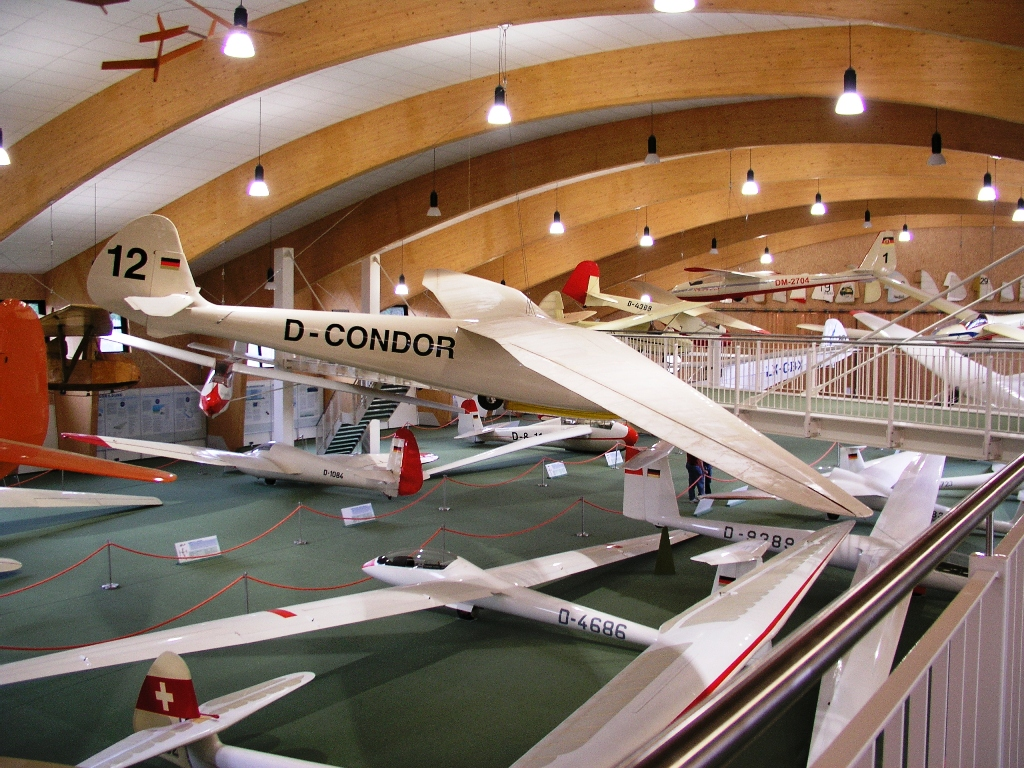
ドイツ・グライダー博物館

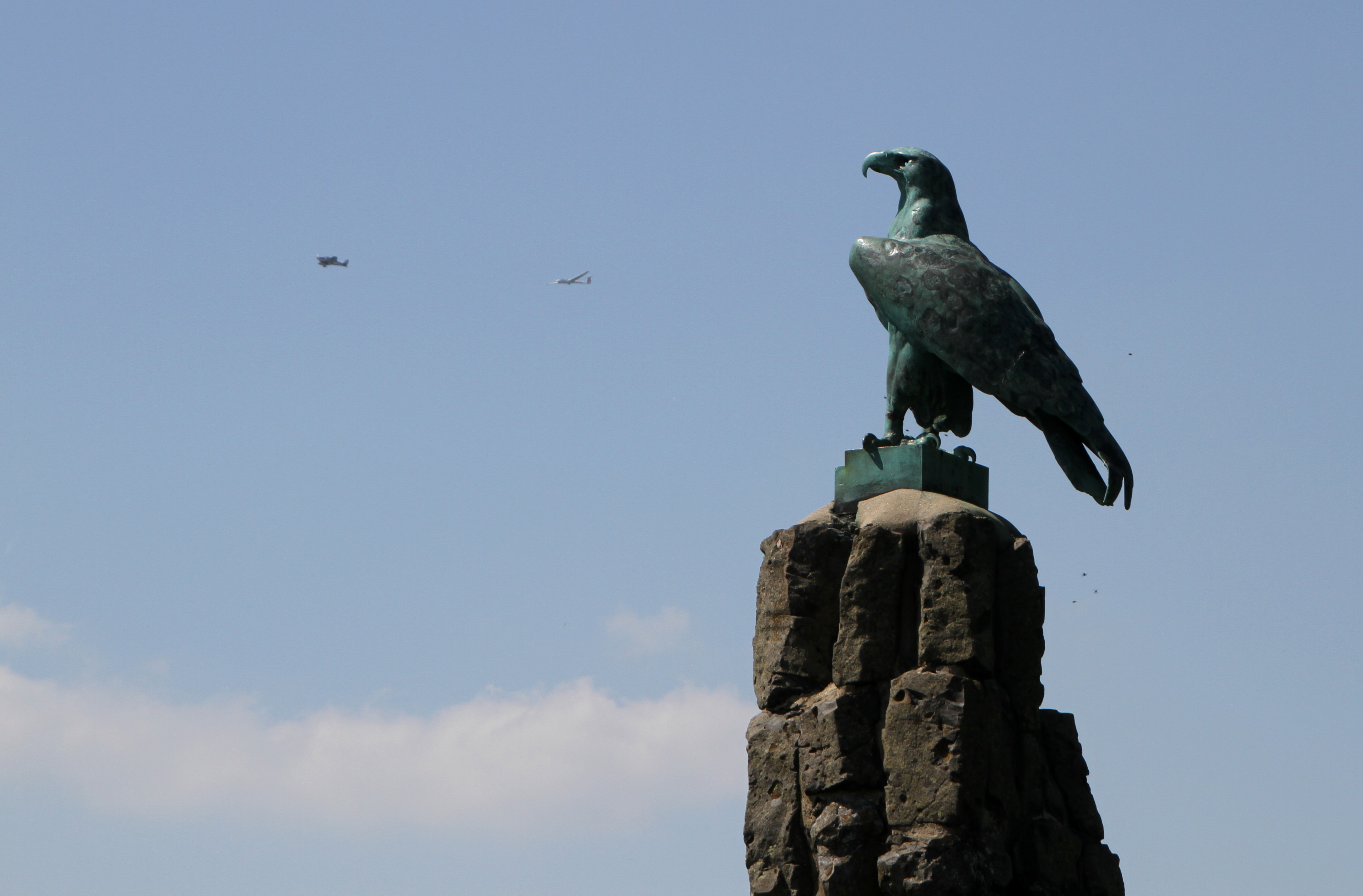
第一次世界大戦の戦死者の記念碑

ヴァッサークッペ（Wasserkuppe、英語で"water peak"の意味）は、ドイツのヘッセン州のレーン山地の中の海抜950mの丘である。

## 地理
フルダのゲルスフェルトから5.3km離れたところにあり、生物保護地区となっている。フルダ川とリュッター川の水源で、2つの川は50km先で合流する。Abtsrodaer Kuppe（905m）Schafstein （831.8 m）Pferdskopf （874.9 m）が連なっている。

## 歴史
第一次世界大戦後、ドイツでは将来の軍備の基礎となる青少年に滑空機教育を盛んに行った。その結果、機体の設計技術、操縦術が発達し、ヴァッサークッペは滑空機研究の聖地となり、世界各国からも人が集まった。
近くのダルムシュタット工科大学の学生たちが1911年頃から、ヴァッサークッペでグライダーで飛行していたが、第一次世界大戦の後、ヴェルサイユ条約で動力機の製造が制限されるようになった結果、ドイツではグライダーへの関心が高まった。1920年から毎年グライダーの選手権が開かれ、グライダーの高度記録、飛行距離記録、飛行時間の記録が樹立されるようになった。アルチュール・マルテンスArthur Martensが、山地に沿って吹く上昇気流を利用して長時間飛行することを始め、ヴァッサークッペに世界最初のグライダー学校を開いた。
1924年にオスカル・ウルジヌス（Oskar Ursinus）が最初のクラブハウスを建設し、最初の競技会を開催した。1930年までに競技会は国際的なものとなり、ヨーロッパやアメリカのパイロットが集まるようになった。1924年にウルジヌスは運輸大臣の輸送部門の事務局長のブランデンブルク博士の協力で、グライダー・クラブを州所管の研究所にした。Rhon-Rossitten Gesellschaftが設立され、飛行学校とグライダーの製造が行われ、基礎研究の部門も設立された。アレクサンダー・リピッシュがRhon-Rossitten Gesellschaftの会長となった。
1920年代から1930年代に研究所にはドイツの航空界をになうことになる多くのドイツのエンジニアやテストパイロットたちが働いた。それらの人々の中には、ギュンター兄弟、ウォルフ・ヒルト、ホルテン兄弟、ロベルト・クロンフェルト、ハンス・ヤコブス、アレクサンダー・リピッシュ、ウィリー・メッサーシュミット、ハンナ・ライチュ、ペーター・リーデル、アレキサンダー・シュライヒャーなどがいる。この時代に無尾翼機やロケット動力機の進歩がもたらされた。
第三帝国時代はグライダーの活動は国による統制を受けるようになり、ヒトラーユーゲントのパイロットと教官を育成し、空軍のパイロット育成の最初のステップに利用された。ドイツ滑空機研究所（DFS）のもとでグライダー研究も国有化された。
第二次世界大戦後はアメリカ陸軍のキャンプ、レーダー監視基地が設置されたが、1951年にドイツの航空に対する制限が解除されるとヴァッサークッペにグライダーの飛行が戻り、1970年代のはじめから流行したハンググライダーの飛行地にもなった。ドイツ統一と冷戦の終結で1990年代にレーダー基地と監視基地は撤去された。
1970年に最初の競技会からの50年を記念して、ドイツ・グライダー博物館が設立され、1987年に新しい建物が建築された。ヴァッサークッペにはOldtimer Segelflugclub (OSC - Oldtimer Gliding Club)の本部があり、古いグライダーの飛行を行っている。グライダーの歴史とともに、パラグライダーやスノーカイトなどの新しいスポーツができるスポーツセンターとして開発されている。冬季はスキー場として使われている。